# Неусыпаевка
Неусыпаевка — деревня в Ардатовском районе Мордовии. Входит в состав Силинского сельского поселения.

## История
Впервые упоминается в первой ревизии 1719—1721 г. как владельческий населённый пункт Верхопьянского стана Алатырского уезда. В «Списке населённых мест Симбирской губернии» (1863 г.) значится деревней владельческой из 11 дворов Ардатовского уезда. Получили название по фамилии владельцев деревни Неусыпаевых.

## Население
| 2002 | 2010 |
| ---- | ---- |
| 37   | ↘17  |